# Szara (Wysoczyzna Elbląska)
Szara – wzniesienie o wysokości 190,7 m n.p.m. na Wysoczyźnie Elbląskiej, położone w woj. warmińsko-mazurskim, w powiecie elbląskim, na obszarze gminy Tolkmicko.
Niemieckie mapy podają wysokość wzniesienia wynoszącą 190,7 m n.p.m., zaś według zarządzenia zmieniającego nazwę wysokość wzniesienia wynosi 191 m n.p.m.

Nazwę Szara wprowadzono w 1958 roku zastępując niemiecką nazwę "Strohbruchs Berg".
Na wschód od wzniesienia w odległości ok. 1,5 km znajduje się osiedle Pagórki.